# Brycekendrickia indica
Brycekendrickia indica är en svampart som beskrevs av Nag Raj 1973. Brycekendrickia indica ingår i släktet Brycekendrickia, divisionen sporsäcksvampar och riket svampar.   Inga underarter finns listade i Catalogue of Life.